# 國民政府軍事委員會委員長侍從室
國民政府軍事委員會委員長侍從室（1933年－1945年），簡稱委員長侍從室，是中國抗日戰爭時期國民政府軍事委員會委員長蔣中正身旁的最重要的幕僚組織，其地位甚可與清代之軍機處相比。

## 历史
1932年蔣中正駐節南昌指揮江西剿共時，國民政府軍事委員會委員長侍從室就已成立，本只是一批隨蔣奔走的參謀、秘書與譯電人員，以處理各類函件公文為其任務。但後隨著蔣權力日增，1936年1月侍从室改组为三個處與侍衛長室、參事室：侍從室第一處，負責軍事、情報業務；侍從室第二處，處理中國國民黨黨務、政治業務為主；1939年底成立的侍從室第三處，則是處理人事調查、考核業務；侍衛長室即蔣中正之警衛單位；參事室乃研究專門性內政外交問題以供蔣參考，頗類智囊團之組織。
隨著蔣中正中國國民黨總裁、國民政府主席、國民政府軍事委員會委員長三個職務，兼任黨政軍三系統之主官，蔣身邊最為親近的侍從室對於戰時中國軍事、政治、外交、黨務、人事等事項的審定與意見，素為蔣所重視；甚至可決定何種情報上呈給蔣，以及左右蔣對人事的陟升罷黜，其影響性冠絕一時。故國民政府軍事委員會與委員長侍從室的出現，多被視為蔣中正權力具體化的表徵，亦是中國「政治軍事化」的結果。
抗戰結束後，1946年5月31日國民政府軍事委員會撤銷，1946年6月1日成立中華民國國防部。侍從室則於1945年10月1日正式結束，並為1949年8月1日成立之中國國民黨總裁辦公室之前身。
- 侍一處改組為國民政府參軍處警衛室；
- 侍二處、侍三處併入國民政府文官處；
- 侍衛力量改編為國民政府警衛總隊，統歸國民政府參軍處軍務局局長俞濟時指揮管制，繼續遂行侍衛及警衛任務。

## 架构
- 侍从室第一处
  - 主任：
    - 钱大钧（1936年1月－1938年3月）1938年3月国民政府从南京撤退到武汉时，调国民政府航空委员会主任离职。
    - 林蔚（1938 年4月－1939年3月）国民政府撤退到重庆时，在重庆市中四路曾家岩附近的德安里，选定了川军将领许绍宗的住宅“尧庐”作为侍从室第一、二两处办公地址，至国民政府迁回南京以前始终没有变动过。
    - 张治中（1939年4月－1940年4月）1938年11月，湖南省主席张治中率省府人员从长沙撤退，到重庆见蒋。蒋介石于1939年4月初派张治中任侍从室第一处主任，林蔚调任桂林行营参谋长（白崇禧任行营主任）。1940年的夏初，国民政府军委政治部部长陈诚调任第六战区司令长官，赴湖北恩施指挥；张治中接任政治部部长、离开侍从室。
    - 贺耀组（1940年4月－1942年9月）原任军委办公厅主任，1940年4月接替张治中任侍从室第一处主任。1942年秋，国民党政府为了防止走私和管制物资经济，成立了“国家紧急动员会议”，调贺耀组担任这个机构的秘书长，负责主持。
    - 林蔚（1942年9月－1944年11月）1940年桂林行营撤销，成立军委桂林办公厅，以李济深为主任，林蔚调为副主任。贺耀组离职后，林蔚任侍从室第一处主任，仍兼军委桂林办公厅副主任职。
    - 钱大钧（1944年12月－1945年8月）1944年11月底钱大钧第二次出任侍从室第一处主任，1945年8月任上海市长。
    - 商震（1945年9月－1945年11月）1945年9月初任侍从室第一处主任。商震到职不久，侍从室就酝酿改变组织系统，于1945年11月底侍从室的名义撤销了。以原侍一处的第二组和侍二处的第四组为基础，分别编并到国民政府参军处、文官处之内，成立了军务、政务两个局。商震改任国民政府参军长

  - 副主任，由侍从室第二组组长邹竞（字效公，保定军校毕业）升任。
  - 第一组〔简称侍一组）主管经理、会计出纳、医疗卫生、生活福利（包括对蒋介石个人和蒋住宅的生活安排）和交际、接待来宾等项业务。编制人员有：组长、侍从副官、侍从医官、副官、料员、缮写人员（司书）以及在蒋住宅的看护、厨师、工役等。第一组虽属特一处的建制，但它却担负着侍一、侍二两处全部机关事务管理的责任，同时还要兼顾蒋介石在驻留和外出活动的一切生活上的供应和安排。所需经费是从蒋介石个人名义的一笔特别费项下开支，并向蒋直接负责。
    - 组长：1936 年1月侍从室改组后，莫我若（湖南人，黄埔军校一期生）任第一组组长。1938年3月间，汉口公安局长陈希曾为第一组组长到1945年11月底止。陈希曾系浙江人，是陈英士之侄，与陈果夫、陈立夫是兄弟。早年在上海做交易所生意时和蒋介石熟识，曾入黄埔军校第一期。，任侍一组组长。侍从室名义上撤销以后，以原来侍一组为基础改组为总务局，隶属国民政府参军处，陈希曾改任总务局局长。
    - 侍从副官：在蒋介石左右担任接待宾客，执行“承启”任务的副官。蒋到各地，他们也跟随一起行动；蒋驻留时，他们就在蒋的“官邸”轮流值班，听候传唤，有黄埔军校一期生蒋国涛、项传远，以及周天健、蒋孝镇（蒋介石的族孙，日常伺候蒋介石生活起居）等。抗日战争后期效法美国的制度，取消了侍从副宫，改为侍从武官，并挑选军校出身留美毕业的青年军官担任。
    - 医务室：也列在侍一组的编制之内，有大夫和看护约共3 、4 人，原由侍从医官陈方之负责主持。国民党政府西迁重庆以后，陈方之调为参议闲职，后来任兵工署重庆大渡钢铁厂的医务顾问，另由曾在德国留过学的一个吴大夫继任。

  - 第二组（简称侍二组）主管军事参谋业务。主管的业务几乎包括了军委会所属的各重要部门和其他行政部门，从作战指挥、部队训练、国防装备到交通运输、后勤补给以及人事经理等等，无所不包。凡是参谋总长所不能决定或不敢决定的一些报告或请示的文件，都经过侍二组，由参谋人员研究审核，签注意见送给蒋介石作最后裁定。还有来自全国各地军政大员请示报告的文电（其中绝大部分是属于人事和经理的文件），由于蒋介石的权力最集中，所以必须亲自处理。此外，蒋介石自己发布的手令一天比一天加多，往往干涉到主管机关单位的职权，还要他们“限期具报”。侍二组还要审阅一些来自各方面的建议和处理事务性的工作，如代拟通知召见外地各文武官吏、向战区高级指挥官电话传达蒋的重要手令（译成密电码传达）等工作。因此，侍二组的参谋业务是非常繁重的，而且参谋人员是日以继夜服务。侍二组组长和参谋人选都是经过蒋亲自批准而后任用，“确信万无一失者方可任用 ”，特点就是：官阶不宜过高，年龄不宜太大，以便于指挥调遣。由于待从室官兵的待遇标准提高．已经比外面优厚了，所以官阶也必须降低。因此参、秘等人员的军衔，一般要比外面降低一级乃至两级任用。比如在外面原来任上校或中校级的，到侍从室工作就按中校或少校级任用。这样，一方面表明待从参谋人员的官阶不大，不致引起外人的注意，另一方面参谋人员外调离开侍从室的时候，凭蒋的一句话就可以提升两级任用。蒋介石对侍从参谋人员的任用，首先考虑的是此人是否为黄埔军校出身，或者是否在统治集团中服务的年限较久，更重要的是，还要看是什么人的保荐。到了抗日战争中后期，侍从室第二组的参谋人员，几乎都是“清一色”出身于陆军大学。只配备有少数一两个英、美留学生担任外事、翻译工作。
    - 组长：1936年钱大钧任侍一处主任，推荐武昌行营参谋处副处长刘祖舜（浙江黄岩人，陆大特一期毕业）任侍二组组长。刘就任不久，即转任军分校主任而离职，由钱大钧自己兼任侍二组组长。当时，侍二组只有从军委会办公厅调来的校级参谋秋宗鼎、罗兆宗二人，连同原来的尉级参谋卢集贤共3人。以后陆续从陆军大学各期毕业生中选调邵存诚、李矗岗、丁炎等，人员逐渐增多。并以邵存诚代理侍二组组长。抗战开始后，黄埔军校一期生酆悌、刘进先后到侍从室，派在侍二组工作。不久邵存诚调三战区，蒋派酆悌任侍，二组组长。上海战役之后，酆悌到湖南，旋任长沙警备司令。侍从参谋刘进接任侍二组组长。大约在1937年12月初南京岌岌可危之际，外调刘进到河南．任戴民权的第45师副师长。李亮岗代理侍二组组长。1938年3月，邹竞任第二组组长。不久邹调升侍一处副主任。林蔚推荐亲信于达任侍二组组长。于达从1937年8月间在汉口就职后，一直到1944年秋，连续在侍从室工作了6年之久。于达字凭远，浙江黄岩人，保定军校三期和陆军大学九期毕业。曾在国军第一师胡宗南部任参谋长很久。1944年秋，于达外调新疆督办公署参谋长，以后转任胡宗南属下的集团军副总司令和一战区副长官，由聂松溪（山东人，黄埔军校二期、陆大九期毕业）继任侍二组组长。1945年2月间，聂松溪调任第57军军长，由军政部交通司司长赵桂森接替侍二组组长，一直到1945年冬待从室撤销时为止。

  - 第三组（简称侍三组）：主管的任务是保卫蒋的安全。包括计划、指挥和具体行动布置等业务。它在编制上虽属侍一处的建制，但是受侍卫长的直接领导和指挥。

- 侍从室第二处：1936年1月，侍从室在南京改组，蒋介石任命陈布雷为侍从室第二处主任，一直到1945年10月底侍从室在重庆办理结束时为止，整整10年。第二次副主任：周佛海、張道藩、陳方。第二处各组组长都是同这一机构共始终的。
  - 第四组（简称侍四组）：为第二处核心，处理国民党的政治、经济、外交、党务等有关业务，以及蒋介石交办的其他机密案件。组长陈方，字芷呵，江西人，早年毕业于江西高等学堂。1945年侍从室撤销，即以原侍四组为基础，成立了政务局，陈方任局长。侍四组组长以下有侍从秘书、科员、缮写人员等不到十几个人。经常在组内工作的秘书，只有两人。在蒋介石官邸工作的侍从秘书汪日章、俞国华也列在侍四组编制之内。他们主要担负机要文件的保管和收发的任务，跟随蒋行动。
  - 第五组（简称侍五组）：原来是专为储备一批行政人员而设。最初由侍二处主任陈布雷自兼组长。组内设侍从秘书若干人，没有一定的名额，也没有固定的工作。一律按照上校军衔的待遇，每月从侍从室领取规定标准的工资，备蒋介石随时召见咨询。其中大部分人在抗日战争开始前后，就已经陆续分别派出去了。只有萧赞育、李惟果在这里的时间最久。1939年初，侍五组由汪日章任组长，开始主管一些关于国民党党、政高级人员（省委、厅局长、专员一级的）的调查考核和安排使用的业务。以后汪日章调任行政院简任秘书，由李惟果任组长。1940年，侍从室第三处成立，以陈果夫为主任，萧赞育为副主任。原来侍五组的人事业务移交给侍三处办理。这个组的职掌，改为主管外交行政。它同外交部发生了直接的联系。侍五组的工作人员也不多，只有一两个秘书。沈昌焕和邵毓麟都曾做过该组秘书。速记人员也是列在侍五组的编制之内。
  - 第六组（简称侍六组）主管谍报业务，1938年蒋介石撤退到武汉以后由于情报来源日趋复杂，而且蒋介石都要亲自掌握，所以蒋在其侍从室里成立侍六组，综核一切特工组织的情报业务。唐纵任组长。在建制上虽属侍二处，但同时也受侍一处主任的双重领导。在侍从室内部也是一个保密的单位。侍六组成义之初，从侍二组调去参谋卢集贤一人和缮写人员数人。后来增设秘书，担任研究和对外面特工组织的联系。邵毓麟和王芃生都曾在该组任过秘书，负责关于日本和朝鲜方面的谍报工作。邵毓麟还担任过当时在重庆的韩国流亡组织的联络工作。对日作战的日军行动的情报，仍由侍二组处理。中共和八路军活动的情报，则是侍六组业务的一部份。抗战后期调张国疆（军校九期、陆大十七期）任侍六组参谋，专管中共和八路军工作。
  - 机要组：抗战后期成立，由蒋直接掌握，由侍二处主任陈布雷指导，专门处理蒋介石的来往电报，编制和配发各种通用与专用的密码电本，对国际、国内的无线电密码通讯进行窃听、窃取、研究和处理。侍从秘书毛庆祥兼任组长。机要组也是军委会保密的特工单位之一。

- 侍从室第三处：1939年底陈果夫提出了由国民党培植掌握新干部的计划，建议成立一个独立单位，专门办理人事调查、登记、考核的业务。为此在侍从室系统下成立了第三处。陈果夫为主任，萧赞育（后羅良鑑、劉詠堯）为副主任。并在重庆南温泉中央政治学校附近选定了侍从室第三处的办公地址。原来侍五组主管的部份人事资料和它主管的业务，都移交给侍三处办理。陈果夫身兼数职，精力放在控制党务和国民党中央政治学校的工作上。侍三处的内部业务，由副主任萧赞育负责。第三处的工作内容：整理原来已有的人事资料，并以此为基础建立其业务；通过各种组织，主要是“中央训练团”，联络、吸收和甄选各方面忠实服务的人才；建立了一套比较完整的人事登记制度，进一步调查、统计和考核，以加强人事的管理和控制。“中央训练团受训结业学员通讯处”，吴铸人为主任，梁子青为副主任,规定“中训团”受训绪业的学员，回到工作岗位以后，要按时和“通讯处”联系。并规定学员报告的内容。除个人读书、工作和所在机关单位的活动情况以外，还要汇报周围旁人的思想情况,待三处根据汇报，进行考该、登记，择优予以升迁。抗战后期，各期受训结业的学员，按地区或机关单位组成通讯小组。定期召开小组会，由侍三处指定的小组长负责汇报学员的动态和思想情况。侍三处于1945年11月间撤销。关于人事考核和“中训团”学员通讯小组领导等项业务，并入以后成立的政务局继续办理。
- 侍衛長俞濟時專任，副侍衛長馮聖法
  - 警衛團團長石祖德
  - 特務團團長柳元麟
- 參事室主任朱家驊、王世杰，
  - 参事：周鯁生、陶希聖、陳豹隱、王徵、張忠紱、郭斌佳、甘介侯等任參事。

### 引用
1. ↑  馮啟宏.  (PDF). 國立政治大學. 2004  [2014-10-17]. （原始内容存档 (PDF)于2014-10-17） （中文（臺灣））. 侍三處的編制，除陳果夫為主任外，副主任有兩人：其中一位是羅良鑑，另一位最早由黃埔一期的劉詠堯擔任，但劉氏他調後由同樣是黃埔一期的蕭贊育接替。